# シュマッツ
シュマッツ（Schmatz）は、カイザーキッチン株式会社が運営する日本のモダンドイツ料理店である。ドイツ出身のクリストファー・アックスとマーク・リュッテンによって2013年に創業された。

## 経歴
クリストファー・アックスは1987年ブレーメン生まれ。母親は経済学者兼作家であり、日本の職人の取材をしたこともある。また、祖母はオーガニックファームのホテルを経営していた。東京の国際弁護士事務所に勤務した経験も持つ。
マーク・リュッテン（Marc Luetten）は1991年ハンブルグ生まれ。サラリーマンの父親と銀行員の母親の間に生まれた。飛び級を利用し、19歳の時にEU ビジネススクールエーストリッヒ＝ヴィンケル校を首席で卒業した。また卒業当時は最年少記録でもあった。名古屋にある大学への留学経験も持つ。
2人は幼い頃から家族ぐるみで付き合いがあり、互いに起業を目指したが、アックスはファイナンスの世界へ進み、メキシコシティへ。リュッテンはベルリンでベンチャーキャピタルへと進み別れることになる。ニューヨークで再会した2人は互いの経歴が似たような業界でいたにもかかわらず、結果へのアプローチが異なり、互いの得意分野が異なるため、補い合うことができるのではないかと思い、一緒に起業することになった。その時に『フード』と『日本』がキーワードとなった。
2人がそれぞれ日本での生活経験があったことと、日本では気軽に食べられるようなバイエルンの伝統的なドイツ料理が普及していないことや、日本にあるドイツ料理は値段も高く、古くからある伝統的な料理ばかりということから、日本でのドイツ料理ビジネスに将来性を感じた。また、中目黒で行われていた桜祭りにソーセージの出店を出店したところ、60～70人の行列がたちまちできたという知人マーケッターの証言と写真も後押しになった。
2013年、21歳のリュッテン、26歳のアックスは、そろって日本へとやってくる。
200万円程度の少額の資金しかなかったため、フードトラックを導入（これに資金の大部分をつぎ込むことになった）、フードトラックの塗装は自分たちで行い、寝泊まりは倉庫などで住居もなかった。また、フードトラックから始めたのにはMVP（実用最小限の製品）の考え方にも則っている。2人がベンチャーキャピタルで慣れ親しんだ手法でもあった。
フードトラックで取り扱うメニューはビールとソーセージだったが、本物にこだわり有名ホテルのドイツ人シェフにレシピ作成を依頼した。
マーケティング、販促、ディスカウントなどリピーターを増やすための試行錯誤を日々繰り返す。フジロックフェスタへの出店や週末に青山で開催されるファーマーズマーケットへの参加を経て、1年半後に表参道の屋台村である246 COMMUNE（2016年末に閉鎖）にビアスタンドを出店し、赤坂に1号店となる「シュマッツ ビアダイニング赤坂」をオープンさせた。
以降、順調に出店を増やし、2019年3月時点で12店舗。2019年3月には東京ドームシティの店舗や中目黒の旗艦店をオープンさせる。2020年10月現在、首都圏と名古屋に39店舗を展開する。

## 名前の由来
「シュマッツ」とは、「幸福の音」を意味する擬音語。おいしいときに思わず舌が鳴る音や大好きな人の頬にキスをするときの音を表している。